# سهراب سبهري
سهراب سبهري أحد الشعراء والرسامين الإيرانيين المعروفين في إيران، وسهراب من الشعراء الذين بمجرد ذكر اسمه الأول يعرف علي الفور، ولد في مدينة كاشان وهي احدي المدن الإيرانية وسهراب تأثر بکاشان في شعره. ولد سهراب في سنة (15 مهر 1307هـ.ش فی قم – 1 اردیبهشت 1359هـ.ش در تهران) وتوفي والده وهو صغير وربته امه، عاش في بيت جده، وترك أثرا كبيرا في نفسه لوجود حديقة كبيرة بها وكان مولع منذ الصغر بنظم الشعر فقد كان ينظم الشعر في كل مناسبة مر بها سافر سهراب الي العديد من بلاد الشرق الأوسط وتعرف علي حضارات الشعوب الاخری وتاثر بها في شعره، تركت بلاد الصين والهند أثر كبيرا في نفسه. المعارض الفنية للوحاته، كانت اشعاره ورسماته خليطاً واحداً لا يمكن الفصل بينهما فكانت ريشته لم يكن محبا للوظائف الحكومية فقدعُين في العديد من الوظائف ولكنه تركها، اهتم أكثر بانشاء تعبر عما يريد ان يقول من شعر والعكس تعبر لوحاته عما يعتمر قلبه من كلمات. كانت العزلة هي ما كانت تسيطر علي حياة سهراب وحبه للطبيعة كانت واضحة في لوحاته وأشعاره، في بداية نضوجه الشعري اتبع اسلوب نيما ولم تشتهر أعماله في ذلك الحين ثم اتجه الي اسلوب اخر وكان واضحا في حجم سبز أي الحجم الأخضر. ومن هنا بدأت شهرة سهراب امتازت اشعاره بالاختلاف وانها لا تعبرعن فئة معينة بل للجميع على الرغم من بساطة هذه الاشعار الا انها مليئة بالغموض والإبهام مما يتطلب منك ان تقرأها عدة مرات لفهمها، النزعة الصوفية والعرفانية واضحة في أشعاره وذلك بسبب تأثره الشديد بالقرآن الكريم توفي سهراب إثر مرض السرطان، وترك خلفه ثماني مجلدات شعرية تحتوي علي العديد من الموضوعات

## حياته
ولد سهراب سبهري في (15 مهر1307هـ.ش_ 7 اکتوبر 1928م) في مدينة كاشان. كان جده ميرزا نصر الله خان سپهری أول رئيس لمكتب البريد في كاشان1 والده «اسد الله» وامه «ماه جبين» وكلاهما من أهل الفن والشعر. قضي المرحلة الابتدائية في ابتدائية خيام كاشان (1940م_1319هـ.ش), والمرحلة الثانوية في ثانوية
بهلوي كاشان (مايو 1943م_خرداد 1322هـ.ش), وقبل انهائه المرحلة الثانوية التحق بدار المعلمين الابتدائية (مايو 1945خرداد 1324)وفي (آذر 1325هـ.ش_نوفمبر1946م)عمل في دائرة الثقافة في كاشان وحصل علي ديبلوم المرحلة الثانوية. ثم ذهب الي تهران وتلاقي دراسته في كلية الفنون الجميلة جامعة طهران وفي نفس الوقت عمل في شركة البترول في طهران وبعد ثماني أشهر استقال من هذه الوظيفة. نشر سپهری في سنة (1951م _1330هـ.ش) أول مجموعة شعرية له علي النظام النيموي باسم «مرگ رنگ» «موت اللون» الذي ما ان رآه «مشفق كاشاني» حتي تكهن بانه سيهدي الأدب الإيراني أعمال قيمة.
في عام (1332 _1953) انهي دراسته في كلية الفنون الجميلة وحصل علي دراجته العلمية الاولي، في نفس العام شارك في عدد من المعارض الفنية في تهران وأيضا نشر ثاني مجموعته الشعرية بعنوان «زندگی خواب ها» «حیاة النائمين». في عام (1332هـ.ش_ 1953م) بدا بالعمل في معهد الفنون الجميلة، وكانت تجمعه علاقة خاصة بثقافة أهل المشرق وسافر الي كل من:الهند، باكستان، أفغانستان، اليابان والصين.وقضي فترة في اليابان وتعلم هناك فن «النقش علي الخشب», واهتم أيضا بالشعر القديم لسائر اللغات، وبناء علي هذا قد قام بترجمة العديد من الاشعار القديمة عن اللغة اليابانية والصينية. في مرداد(1336هـ.ش _1957م) سافر الي أوروبا، ومضي الي فرنسا ولندن. وفي باريس التحق بمدرسة الفنون الجميلة بقسم اليتوجرافي.و في الوقت الذي رافق فيه حسین زنده‌رودی انقطعت منحته الدراسية، فكان يعمل في تنظيف المباني العالية، من اجل توفير المال اللزم لبقائه في فرنسا لفترة أطول واستمراره في تعلم الرسم. واستمر في حضور المعارض الفنية حتي نهاية عمره.
في سنة (1958 م_1337هـ.ش) عمل سهراب سبهري كمشرف لمؤسسة السمعية والبصرية للإدارة العامة للمعلومات في وزارة الزراعة. في مهر عام (1961م_ 1340هـ.ش) بدأ بالتدريس في المدرسة العليا للفنون، وقد استقال عن كل الوظائف الحكومية والتفت أكثر الي تنشيط وجوده أكثر في مجال الشعر والرسم.ومن خلال سفره الي مختلف البلاد حضر الكثير من المعارض الفنية.كان سهراب إنسان باحث وحيد متواضع وخجول ومسالم جدا وواسع الافق.

## اسرته
والدة سهراب كانت قمر الجبين، وكانت من أهل العلم والأدب، في خرداد سنة 1373 توفيت والدته.منوچهر سپهری الاخ الأكبر لسهراب واخيه الوحيد الذي لعب دور مهم في طفولة سهراب وتوفي أيضا في عام 1369.واخواته البنات هن: همايون دخت سپهری، پري دخت سپهری وپروانه سپهری.

## صفات واخلاق سهراب سبهري
يقول مشفق الكاشاني حول سهراب: سهراب إنسان مؤدب ومتواضع، ودود، صبور، انزوائي وبسيط.والفترة التي كان يقضيها في كاشان لم اسمع عنه الكذب. ولا يوجد من يتردد في صداقته وكان رمز للقدوة التي يقتاد بها اصدقائه في الحياة والحرية وحرية الفكر.
كان محب لكل الناس، وكان يعتقد ان كل الناس مخلصين وصادقين، وكان يثق في كل الناس ولم يكن يرفض لاحد طلب.واليوم الذي يكون قبل بداية معرضه يضع علامة علي التابلوهات التي اعُجب بها اصدقائه بعدم بيعها ويقوم باهدائها اليهم.
ومن الصفات البارزة في اخلاق سهراب سبهري، تواضعه وخجله، كان يلقي السلام علي الجميع بدامن الصغير حتي الكبير، وإذا سأله فقير يتأثر بسرعة ويمد يده في جيبه ويعطي كل النقود التي يخرجها من جيبه الي السائل ولا يقوم بعددها بل يعطها له ويمضي. كان مواظب علي المطالعة والتأمل وعلي ممارسة الرياضة مثل العاب اللياقة البدنية،السباحة......الخ. كان يعشق البساطة في التعامل، في المنزل، في مكان عمله، في ارتداء الملابس، في الطعام وفي الكلام.كان يفضل ان يبتعد عن تعقيدات الحياة المدنية الحضرية ويحيي مثل أهل القري في بساطة وهدوء.وكان منزله وغرفته مرتبة ومنظمة دائما، ولم يكن يملك وسائل ترفيهيه، فقد كان يتوسط الحجرة كليم، ومصباح يعمل بالجاز موُضع علي الرف وصندوق خشبي، مع وسادتين صغيرتين حيث كان يتكأعليهما، ومكتبة خشبية صغيرة مملؤة بالكتب وكانت الشئ الوحيد الذي تقع عليه عينك عند الدخول من الباب.
وكان قلبه وروحه بعرض السماء في صفائها وشفافيتها وزرقتها.ولا يفكر ابدا بالامور المادية، وكان يوفر المال الذي يلزمه فقط من اجل حياة بسيطة خالية من كل مظاهر الترف.
و يظن سهراب انه يجب علي علي الفنان الاصيل ان يعيش من اجل فنه فقط مما يدفعه الي خلق أعمال فنية مميزة.وان الشخص الذي يلتفت الي الشهرة يصبح اناني وبلا اساس.ولم يكن يقبل أي حوار أو مقابلات مع أي جريدة أو مجلة، وقد طلب منه الكثيرون ان يوافق علي عمل فيلم سينمائي عن حياته لكنه دائما ما كان يرفض.

## رحلات سهراب سبهري
کان سهراب سبهري مثل الماء الصافي والجاري لا يبق في مكان واحد ابداً.كان يهدئ ثورته الداخلية بالسفر بعيداً وهذه الرحلات كانت سبب وعيه وتطوره.في البداية سافر الي باريس ولندن.في باريس التحق بمدرسة الفنون الجميلة قسم ليتوجرافي ثم عزم علي السفر الي إيطاليا وبعد عامين سافر الي اليابان، بقي فترة في الهند، لكن لم يكن ابداً سعيداً بالابتعاد عن وطنه وكان يفضل صفاء صحاري كاشان عن كل المناظر الخداعة في الدنيا.وبقي العشر سنوات الاخير من عمره في مدينة كاشان وضواحيها.

## كتب موضع اهتمام سهراب
كان له علاقة خاصة بالقرآن الكريم ودائما يضع في جيب قميصه مصحفاً صغير يلازمه في كل وقت. تقول شقيقة سهراب «كان يتحدث سهراب عن تأثير الإيجاز والفصاحة والبلاغة في كلام القرآن: كتابنا السمائي بجانب الوهيته وقدسيته الي اقيم واروع النماذج الادبية في العالم» ونقل اجزاء في اشعاره من هذا الكلام النوراني.
كان يعتقد ان المولوي اعظم شاعر وصوفي عبر عصور الشرق الأوسط، وكان مولع باشعار ديوان شمس وكان يبكي من شدة اعجابه واستحسانه بغزليات حافظ.وفي اواخر عمره التي كان يقضي راقدا علي فراش المرض كان يقرا كتاب تذكرة الاولياء للعطار النيشابوري.

## شعره
نشر سهراب أول مجموعة شعرية له في كتاب «مرگ رنگ»«موت اللون» وكان علي الاسلوب النيمائي في البداية كان سهراب ينشد الشعر علي الطريقة النيماوية ولكنه تميز بأسلوبه الخاص.
بني اسلوبه الخاص علي رؤية الإنسان المسالم والتعاليم الفلسفية التي تعلمها، ويعد «حجم سبز» «الحجم الأخضر» التكامل الحقيقي لاسلوب سهراب، واعتاد ان يوجد أعماله بعيداَ عن المجتمع وهرب الي «قرية چنار» وصحاری کاشان من اجل الوصول الی وحدته التی تساعده علی صفاء الذهن فيوجد اشعارا لا مثيل لها.
و قد كان شعره حميما، مملوء بالتصاوير العفيفة والجديدة وكانت مصاحبة للغة مرنة وبسيطة ومهذبة لكن مليئة بالغموض.
و من أشهر اشعاره نستطيع القول: نشاني، صدای پای آب ومسافر . وتعد قصیده صدای پای آب من أطول القصائد الفارسية الحديثة .وقد قام كريم امامي أحد اصدقاء سهراب بترجمة بعض من اشعار سهراب الي اللغة الإنجليزية، وبعدها قام عدد من المترجمين الاخرين بترجمة اشعاره الي الفرنسية، الإنجليزية، الإسبانية والإيطالية.
في سنة 1371 ترجمت كلارا خانيس اجزاء شعرية مختلفة من كتابيه «حجم سبز» «الحجم الأخضر» و «شرق اندوه» «ما هيچ ما نگاه». وفي عام «1375هـ.ش_1996م» ترجم الفنان الإيراني جاويد مقدس صدقياني مختارات من شعر سهراب سبهري الي اللغة التركية الاسطنبولية وانتشرت في تركيا عن طريق دار النشرYkY.

## النص
- از آبها به بعد
- روزي كه
- دانش لب آب زندگي مي كرد،
- إنسان
- در تنبلي لطيف يك مرتع. با فلسفه هاي لاجوردي خوش بود.
- در سمت پرنده فكر مي كرد.
- با نبض درخت، نبض أو مي زد.
- مغلوب شرايط شقايق بود.
- مفهوم درشت شط
- در قعر كلام أو تلاطم داشت.
- إنسان
- در متن عناصر
- مي خوابيد.
- نزديك طلوع ترس، بيدار
- مي شد.
- اما گاهي
- آواز غريب رشد
- در مفصل ترد لذت
- مي پيچيد.
- زانوي عروج
- خاكي مي شد.
- آن وقت
- انگشت تكامل
- در هندسه دقيق اندوه
- تنها مي ماند.

## الترجمة
- من المياه الي بعدها
- اليوم الذي كان يعيش العلم علي حافة المياه
- كان الإنسان في خمول لطيف مع الفلسفات الاجوردية
- كان يفكر في جانب الطير
- وينبض نبضه مع نبض الشجرة
- تغلبه ظروف شقائق النعمان
- تطلاطم في قاع كلامه معني الشاطئ الهائج
- كان يستيقظ قرب الفجر المرعب
- لكن آحيانا
- كانت تعقد «تربط» أغنية الغريب العاقل في مفصل اللذة الهش
- وتصبح المفصل الاعوج ارضا
- في ذلك الوقت يبقي اصبع التكامل في هندسة الالم وحيدا.

## النص
مرگ رنگ
- رنگی کنار شب
- بی حرف مرده است
- مرغی سیاه آمده از راه ھای دور
- می خواند از بلندی بام شب شکست
- سرمست فتح آمده از راه
- این مرغ غم پرست
- در این
- شکست رنگ
- از ھم گسستھ رشتھ ی ھر آھنگ
- تنھا صدای مرغک بی باک
- گوش سکوت ساده می آراید
- با گوشوار پژواک
- مرغ سیاه آمده از راھھای دور
- بنشستھ روی بام بلند شب شکست
- چون سنگ ‚ بی تکان
- لغزانده چشم را
- بر شکل ھای در ھم پندارش
- خوابی شگفت می دھد
- آزارش
- گلھای رنگ سرزده از خاک ھای شب
- در جاده ای عطر
- پای نسیم مانده ز رفتار
- ھر دم پی فریبی این مرغ غم پرست
- نقشی کشد بھ یاری منقار
- بندی گسستھ است
- خوابی شکستھ است
- رویای سرزمین
- افسانھ شکفتن گلھای رنگ را
- از یاد برده است

## الترجمة
* موت اللون
- قد مات لون بجانب الليل بلا كلام
- وجاء طائر أسود من الطرق البعيدة
- كان يصيح من اعالي سقف الهزيمة
- جاء من طريق النصر ثملا
- سأل هذا الطائر الحزين
- في هزيمة هذا اللون
- من انفصال اجزاء الاغنية
- صوت طائر وحيد شجاع
- يزين أذن السكينة البسيطة
- بحلق طنان
- جاء الطائر الأسود من الطرق البعيدة
- جالس علي اعالي سقف ليل الهزيمة
- مثل الحجر، بلا حراك
- تنزلق عيونه على اشكال تصوراته الملتبسة،
- يحير الحالم
- يؤلمه
- الورود متداخلة اللون من اراضي الليل
- في طريق العطر
- قدم النسيم باقية من طريق
- كل لحظة عقب الحيلة سأل هذا الطائر الحزين
- يصبح رسما الي رفيق المقار
- كان ينفصل العبد
- كان ينفصل الحالم
- مواجهة حافة الأرض
- نسيت اسطورة ازدهار الوان الورد
- بلا كلام
- يجب العبور من هذا الطريق المنحني
- قد مات لون بجانب هذا الليل اللامتناهي

## النص
- آب را گل نكنيم:
- در فرودست انگار، كفتري مي‌خورد آب.
- يا كه در بيشه دور، سيره‌يي پر مي‌شويد.
- يا در آبادي، كوزه‌يي پر مي‌گردد.
- آب را گل نكنيم:
- شايد اين آب روان، مي‌رود پاي سپيداري، تا فرو شويد اندوه دلي.
- دست درويشي شايد، نان خشكيده فرو برده در آب.
- زن زيبايي آمد لب رود،
- آب را گل نكنيم:
- روي زيبا دو برابر شده است.
- چه گوارا اين آب!
- چه زلال اين رود!
- مردم بالادست، چه صفايي دارند!
- چشمه‌هاشان جوشان، گاوهاشان شيرافشان باد!
- من نديدم دهشان،
- بي‌گمان پاي چپرهاشان جا پاي خداست.
- ماهتاب آن‌جا، مي‌كند روشن پهناي كلام.
- بي‌گمان در ده بالادست، چينه‌ها كوتاه است.
- مردمش مي‌دانند، كه شقاق چه گلي است.
- بي‌گمان آن‌جا آبي، آبي است.
- غنچه‌يي مي‌شكفد، أهل ده باخبرند.
- چه دهي بايد باشد!
- كوچه باغش پر موسيقي باد!
- مردمان سر رود، آب را مي‌فهمند.
- گل نكردندش، ما نيز
- آب را گل نكنيم.

## الترجمة
- علينا أن لا نعكر الماء.
- لعل حمامة في الاسفل .
- تشرب منه.
- أو أن في غابة بعيدة تغسل جسدها.
- أو يملأ إناء في العمران
- علينا أن لا نعكر الماء
- لعل هذا الماء الساري يمضي تحت قدم الحمامة.
- حتي يغسل حزن القلب
- ربما يد درويش
- يغمس خبز جاف في ذلك الماء
- جاءت امرأة جميلة إلي حافة النهر.
- علينا أن لا نعكر الماء
- قد أصبح وجه جميل منعكس
- ما ألذ هذا الماء
- يا له من زلال هذا النهر
- الناس ذوي الايدي العليا
- أي صفاء يمتلكون
- آبارهم فوارة
- اللهم اجعل ابقارهم مملوءة باللبن
- لم أرَ قريتهم
- لا أشك أن بجوار أسوارهم
- مكان أقدام الله
- ضوء القمر هناك
- يضئ عرض الكلام
- بلا شك في هذه القرية العالية
- الاسوار قصيرة
- يعتقد أهلها
- أن شقائقها أي زهور تكون
- لا شك أن الأزرق أزرق هناك
- تتفتح البرعمة
- أهل القرية يعلمون
- ما يجب أن تكون عليه قرية !
- اجعل يا رب رواق حديقتها مملوءة بالالحان
- أهل منبع النهر
- يفهمون الماء
- لم يعكروها، نحن أيضا
- لن نعكر الماء

## النص
- اى شور، اى قديم
- صبح
- شوري ابعاد عيد
- ذايقه را سايه كرد.
- عكس من افتاد در مساحت تقويم:
- در خم آن كودكانه هاي مورب،
- روي سرازيري فراغت يك عيد
- داد زدم:
- «به، چه هوايي !»
- در ريه هايم وضوح بال تمام پرنده هاي جهان بود.
- آن روز
- آب، چه تر بود!
- باد به شكل لجاجت متواري بود.
- من همه مشق هاي هندسي ام را
- روي زمين چيده بودم.
- آن روز چند مثلث در آب
- غرق شدند.
- من
- گيج شدم،
- جست زدم روي كوه نقشه جغرافي:
- «آي، هليكوپتر نجات !»
- طرح دهان در عبور باد به هم ريخت.
- أي وزش شور، أي شديدترين شكل!
- سايه ليوان آب را
- تا عطش اين صداقت متلاشي
- راهنمايي كن

## الترجمة
- أيها الشوق، أيها القديم!
- في الصباح،
- أخذ شوق ٌ يظلل مساحات عيد الذائقة.
- سقطت صورتي في منطقة التقويم:
- في منحنى الطفولة المائلة،
- فوق منحدر استراحة أحد الأعياد،
- صرختُ:
- أي هواء ! يا صاح""
- فتجليات أجنحة طيور العالم كلها كانت في رئتي.
- في ذاك اليوم،
- كم كان الماء رطبا!
- وكانت الريح متوارية على شكل المعاندة.
- لقد رتبت ُ واجباتي الهندسية على الأرض.
- ذاك اليوم،
- غرقت ْ في الماء عدد من المثلثات.
- لقد أُصٍبت ُ بالدوار،
- قفزت ُ فوق جبل الخارطة الجغرافية:
- «آه، يا مروحية النجاة!»
- فقد تبعثر مخطط الثغور في معبر الرياح.
- يا هبوب الشوق! يا أشد ّ الأشكال !
- كن دليلا لظل قدح الماء في الدرب إلى ظمأ هذه الحقيقة الخربة.

## رسماته
أصبح مشهورا في الشرق والغرب عن طريق رسماته الفنية الرائعة، وقد كانت في لوحاته لمسات بارزة جعلته معروفا في الشرق والغرب وكانت أعماله الفنية تتمتع باسلوب جديد ومختلف وقد اختلفت قوالبه الهندسية مع معاصريه من رسامي فن التشخيص.
حصل في رسوماته علي اسلوب موجز، شبه مجرد من اجل توضيح الاكتشافات الغيبية لاشعاره في طبيعة الصحراء .وكان سهراب يقيم اغلب معارضه الداخلية لاعماله الفنية في «معرض سيحون».وكانت توقيعه علي لوحاته بخط «نستعليق». يراي مرتضي مميز ان سهراب سبهري يملك ما يلفت الناظرين الي روحه المتواضعة وايرانيته.
ومن أعماله «طبيعت بيجان» 1336, «شقايقها، جوبيار وتنه درخت»1339, «علفها وتنه درخت»1341, «تركيب بندي بانوارهاي رنگی»1349, «تركيب بندي با مربعهاي»1351 و «منظره كويري»1357.
وتوجد بعض من أعماله لدي اصدقائه، وقد اهدت اخته پراونه سپهری بعض من أعماله الی متحف کرمان.

## وفاته
فی سنة (1358هـ.ش_1979م) مرض سهراب سبهري بمرض سرطان الدم وذهب الي انجلترا من اجل تلقي العلاج، لكن اشتد عليه المرض أكثر وامتلكه اليائس فعاد الي طهران لتكملة علاجه. وفارق الحياة في نهاية يوم (1 ارديبهشت سنة 1359هـ.ش_21 أبريل 1980م) في مستشفي پارس فی طهران .و دفن في ساحة الامام زاده سلطان علي بن محمد الباقر في قرية مشهداردهال الواقعة في اطراف كاشان.ثم نصب علي قبره حجر فيروزي ثم بدلت عائلته ذلك بحجر ابيض وعليه قطعة شعرية من قصيدة «واحه أي در لحظه» من كتاب حجم سبز وقام بنقشها رضا مافي:
- به سراغ من اگر می‌آیید
- نرم وآهسته بیایید
- مبادا که ترک بردارد
- چینی نازک تنهایی من

تحطم هذا الحجر بسبب عدم دقة العمال وسقوط اجزاء من مبني عليه وحاولوا تبديله لكن لم يكن مثل الحجر الأول.
و في (29 اسفند 1387 هـ.ش_19 مارس 2009م) قاموا بوضع حجر أكبر اسود اللون علي الحجر الأبيض.

## تذكر
فی يوم 15 من شهر مهر سنة 1387 في الذكري الثامنة عشر علي ميلاد سهراب سبهري، أقيمت مراسم الاحتفال علي مقبرته باهدائه 80 وردة.ثم استمرت المراسم في «خانه حسان» أحد المعالم التاريخية في كاشان، وقد حضر الحفل مجموعة من الوجوه الفنية والثقافية مثل: أحمد سميعي جيلاني، شهرام ناظری، علی دهباشی وامین‌ الله رشیدی.

## رحلاته الي الخارج
- سافر الي إيطاليا. «ذهب من باريس الي إيطاليا.»
- سافر الي اليابان «طوكيو في مرداد 1339هـ.ش_1960م» من أجل تعلم فنون النحت علي الخشب .
- سافر الي الهند «1340هـ.ش_1961م».
- ثم سافر مرة أخرى الي الهند «1342هـ.ش_1963م».
- سافر الي باكستان «1342هـ.ش_1963م».
- سافر الي أفغانستان «1342هـ.ش_1963م واقام في كابل».
- سافر الي ميونخ ولندن «1344هـ.ش_1965م».
- سافر الي فرنسا، إسبانيا، هولاندا، إيطالياو النمسا «1345هـ.ش_1966م».
- سافر الي أمريكا واقام في لاند آيلاند «1349هـ.ش_1970م».
- سافر الي باريس «1352هـ.ش_1973م».
- سافر الي اليونان ومصر «1353هـ، ش_1974l».
- سافر الي بريطانيا من أجل العلاج من مرض سرطان الدم «1358هـ.ش_1979م».

## معارض الرسم
يمكن الإشارة هنا الي بعض المعارض التي حضرها سهراب سبهري وكذلك المعارض التي اقامها بمفرده:
- معرض للفنون المعاصرة في تهران «فروردین1337هـ.ش_1958م»
- معرض للفنون المعاصرة في فيينا «خرداد 1337هـ.ش_1958م»
- معرض ثاني في طهران «فروردين 1339هـ.ش_1960م، وحاز علي الجائرة الأول للفنون الجميلة»
- معرض فردي في قاعة عباس في طهران «ارديبهشت 1340هـ.ش_1961م»
- معرض فردي في الصالون الثقافي في طهران «خرداد 1341هـ.ش_1962م، دي 1341هـ.ش_1962م»
- معرض جماعي فی جالیری گیل گمش «طهران1342هـ.ش_1963م».
- معرض فردي في استوديو فيلم گلستان (طهران، تیر 1342هـ.ش_1963م).
- معرض فی سان باولو (البرازيل، 1342هـ.ش_1963م)
- معرض جماعي للفن المعاصر (متحف ميناءلوهار، فرنسا، 1342هـ.ش_1963م).
- معرض جماعی في جالیری نيالا (طهران، 1342هـ.ش_1963م).
- معرض فردي في جاليري صبا (طهران، 1342هـ.ش_1963م).
- معرض جماعی في جالیری بورگز (طهران، 1344هـ.ش_1965م).
- معرض فردي في جالیری بورگز (طهران، 1344هـ.ش_1965م).
- معرض فردي في جاليري سيحون (طهران، بهمن 1346هـ.ش_1968م).
- معرض جماعي في مس طهران (1347هـ.ش_1968م)؛
- معرض مهرجان روایان (فرنسا، 1347هـ.ش_1968م)؛
- معرض الفن الإيراني المعاصر في حديقة موسسه گوته (طهران، خرداد1347هـ.ش_1968م)؛
- معرض جامعة شيراز (شهريور 1347هـ.ش_1968م)؛
- المهرجان الدولي للرسم في فرنسا (الحصول على امتياز، 1348هـ.ش_1969م)؛
- معرض جماعي في بريدج هامبتون أمريكا (1349هـ.ش_1970م)؛
- معرض فردي في جاليري بينسون، نيويورك (1350هـ.ش_1971م)؛
- معارض فردية في جاليري ليتو (طهران، 1350هـ.ش_1971م)؛
- معرض فردي في جاليري سيروس (باريس، 1351هـ.ش_1972م)؛
- معرض فردي في جاليري سيحون، طهران (1351هـ.ش_1972م)؛
- أول معرض فني دولي في طهران (دي 1353هـ.ش_1974م)؛
- معرض فردي في جاليري سيحون، طهران (1354هـ.ش_1975م)؛
- معرض الفن المعاصر في إيران «بازار هنر» (بال، سويسرا خرداد 1355هـ.ش_1976م)؛
- معرض فردي في جاليري جيحون، طهران (1357هـ.ش_1978م).

## المصدر
1. 1 2  Babelio | Sohrab Sepehri (بالفرنسية), QID:Q2877812
2. ↑  «سپهری، شاعر نقش‌ها و رنگ‌ها». انجمن شاعران ایران.
3. ↑  «درباره سهراب سبهري ». وبسایت سهراب سبهري .
4. 1 2  «زندگی نامه سهراب سبهري ». وبسایت آفتاب، 9 مهر 1384. بازبینی‌شده در 20 تیر 1390.
5. ↑  «سالشمار زندگی سهراب سبهري ». وبسایت سهراب سبهري ، 11 اسفند 1389. بازبینی‌شده در 20 تیر 1390.
6. ↑  «شعرهای چینی با ترجمه سهراب سبهري ». مجله سخن، شماره 151و 152 منتشر شده در دی ماه و بهمن ماه سال 1341
7. ↑  موریزی‌نژاد، «قاسم حاجی‌زاده»، تندیس، 6.
8. ↑  «سهراب سبهري ، شاعر ـ نقاش». سهراب کلوب، محمدعلی جعفری، 20 امرداد 1385.
9. ↑  «سهراب آمد، گفتگو با خواهرزاده‌های سهراب نسخة محفوظة 20 فبراير 2017 على موقع واي باك مشين.». فصلنامه پروین، گفتگو کننده: معصومه بیات سعید نعمت الله. آبان 1381 شماره 9
10. ↑  یعقوبشاهی، نیاز. «سهراب سبهري ». عاشقانه ها چاپ سوم
11. ↑  «ترجمه اشعار سهراب سبهري به زبان اسپانیایی نسخة محفوظة 20 فبراير 2017 على موقع واي باك مشين.». ادبستان، آذر 1371، شماره 36 ص 234.
12. ↑  پاکباز، رویین. «سپهری، سهراب». دایره المعارف هنر، ص 299
13. ↑  نظری، شهروز. «تفاوت کاشان با نیویورک». روزنامه شرق، خرداد 1385
14. ↑  پاکباز، رویین. «سپهری، سهراب». دایره المعارف هنر، ص 300
15. ↑  «گفتگوی خواهر سهراب با رادیو زمانه نسخة محفوظة 20 فبراير 2017 على موقع واي باك مشين.»
16. 1 2  میثم اسماعیلی. «کند و کاوی در چرایی تعویض آرامگاه سهراب سبهري نسخة محفوظة 20 فبراير 2017 على موقع واي باك مشين. ». جام‌جم آنلاین، 1 اردیبهشت 1389. بازبینی‌شده در 02 فوریه 2012.
17. ↑  «تصاویر سنگ قبر و مزار سهراب سبهري نسخة محفوظة 20 فبراير 2017 على موقع واي باك مشين. ». سایت رسمی سهراب سبهري ، 1 اردیبهشت 1389. بازبینی‌شده در 02 فوریه 2012.
18. ↑  «خیلی خلاصه». sohrabsepehri.com، 29 اسفند 1387. بازبینی‌شده در 02 فوریه 2012.
19. ↑  «همایش 80 سالگی سهراب سپهری در کاشان آغاز شد نسخة محفوظة 20 فبراير 2017 على موقع واي باك مشين.». همشهری آنلاین، 16 مهر 1387.

## وصلات خارجية
- سهراب سبهري على موقع أرشيف الشارخ.
- sohrabsepehri.org
- sohrab-sepehri.com
- sohrabsepehri.com
- Official Facebook Page
- کتاب الکترونیک هشت کتاب (PDF)
- زندگینامه، متن کامل اشعار، آلبوم تصاویر، نقاشی‌های سهراب، کتاب الکترونیکی وکتاب موبایل آثار سهراب سپهری
- گزارش مصور از چندی از نقاشی‌های سهراب سپهری